# 遠近法
視覚芸術における遠近法（えんきんほう、英: perspective）は遠近感を表現する手法の総称である。

## 概要
平面上に表現された絵や画像は物理的な奥行きを持たない。しかしヒトは絵や画像から空間の奥行きを感じられる（奥行知覚、立体視）。視覚芸術において、本来空間が存在しない2次元平面に空間を感じさせるすなわち遠近感をもたらす手法の総称が（広義の）遠近法である。
異なる知覚特性に応じて異なる表現を用いた様々な遠近法が存在する（#手法）。線遠近法はその代表例である（#線遠近法）。原始的な遠近法は紀元前から存在し、線遠近法はルネサンス期にその原型が完成した（#歴史）。

## 手法
遠近法は総称であり、具体的な手法は様々存在する。以下はその一例である：
- 線遠近法
- 重畳遠近法
- 大小遠近法
- 空気遠近法
- 短縮法
- その他

### 線遠近法
線遠近法（英: Linear Perspective）は空間内の各点から伸びる投影線を一つの視点へ収束させる遠近法である。透視図法とも。

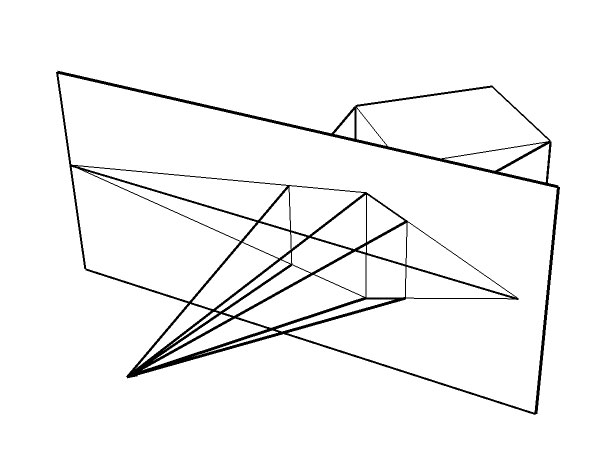
線遠近法による立方体

線遠近法では空間内の各点からの投影線を単一の視点へ収束させ投影面で写し取る（=透視投影）。これにより遠方の物体が小さく表現され、平行線は奥に行くほど幅が狭くなり無限遠で画面内の1点（消失点）へ収束する。その結果モチーフに遠近感が発生し（#遠近感の付与）、また単一の視点を用いたことで空間全体へ一貫した遠近感を持たせられる（#空間への統合）。
線遠近法を実現する手順は様々存在する（詳細は透視投影#透視図法）。絵画では消点法（一点透視図法・二点透視図法・三点透視図法）がよく用いられる。同じ消失点へ多数のモチーフから線が伸びると遠近感が増し視線誘導の効果もあるため、絵画における一点（二点・三点）透視図法には「角度が揃った複数モチーフを配置して多数の線が1つ（2つ・3つ）の消失点へ収束するような構図を取る」というニュアンスが含まれる場合がある。
線遠近法や透視図はパースとも俗称される（用例:「建築パース」「パースがきつい」）。またこの手法を狭義の「遠近法」と呼ぶこともある。

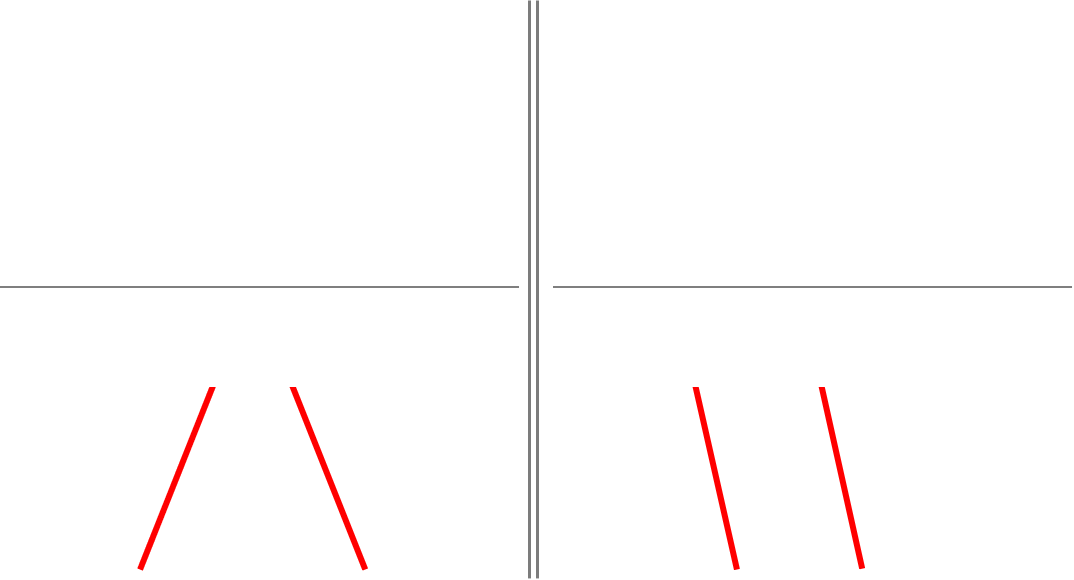
線遠近法と平行投影法
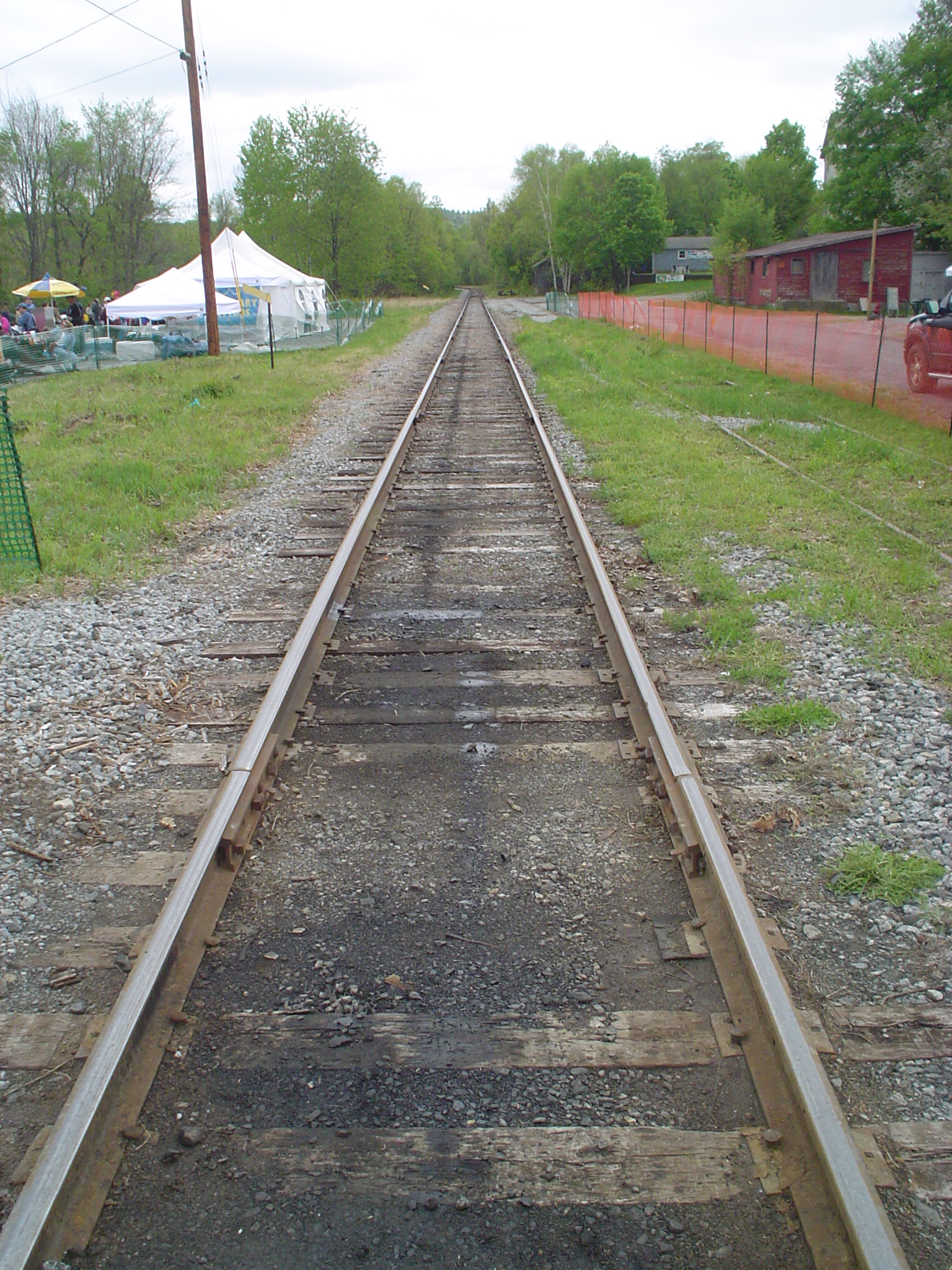
線路の先が消失点
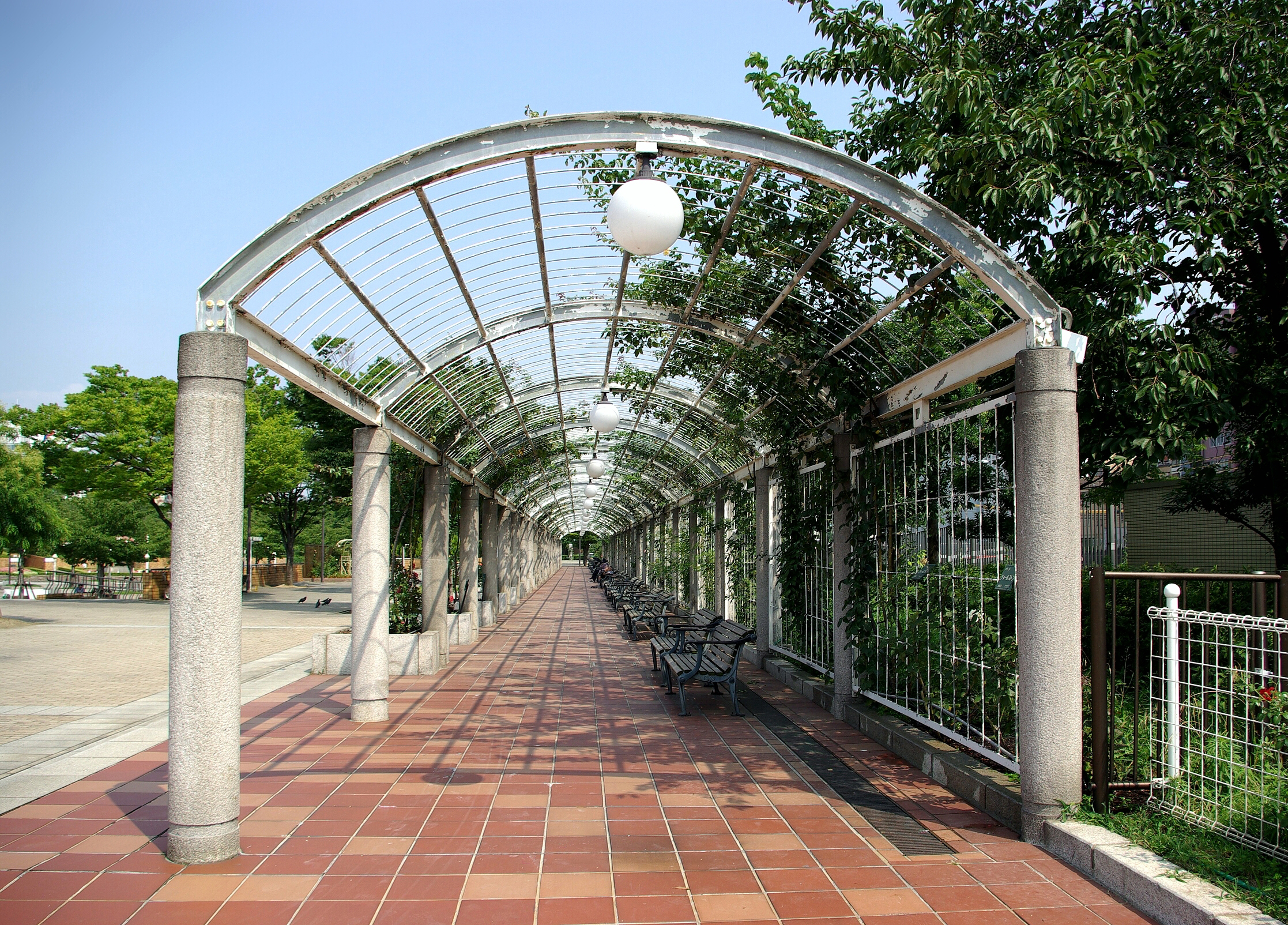
画面中央が消失点

#### 利点

##### 遠近感の付与
線遠近法はモチーフに遠近感を付与できる利点をもつ。
線遠近法により遠方の物体は小さく表現される（詳細は透視投影#遠方の縮小）。これにより大小遠近法と同様の遠近感を得られる。また画面に対して垂直気味な物体は短く表現される。これにより短縮法と同様の遠近感を得られる。また視線上に複数の物体があるとき手前の物体が奥の物体を隠す形で表現される。これにより重畳遠近法と同様の遠近感を得られる。

##### 空間への統合
線遠近法は単一の原理に基づいて複数のモチーフを一つの空間へ統合できる利点をもつ。
遠近法の多く（参考: #手法）は個別のモチーフに関する方法論でありモチーフ間の関係を規定しない。作品はモチーフ群を一体として鑑賞・評価されるため、単純に適用するとバラバラの遠近感をもったモチーフの寄せ集めになりかねない。遠近法をどう組み合わせて作品としての遠近感を演出するかは作家の感性に委ねられる。
それらとは異なり、線遠近法では単一の視点を設定し全てのモチーフをこの視点方向に投影する（透視投影）。つまり線遠近法はモチーフ単体でなくモチーフ群が配置された空間に適用される。ゆえに投影図内のモチーフ群は寄せ集めでなく一つの空間に配置されていると感じられ、線遠近法という単一の方法論によって作品全体としての遠近感（奥行きをもった空間という印象）が得られる。

### 重畳遠近法

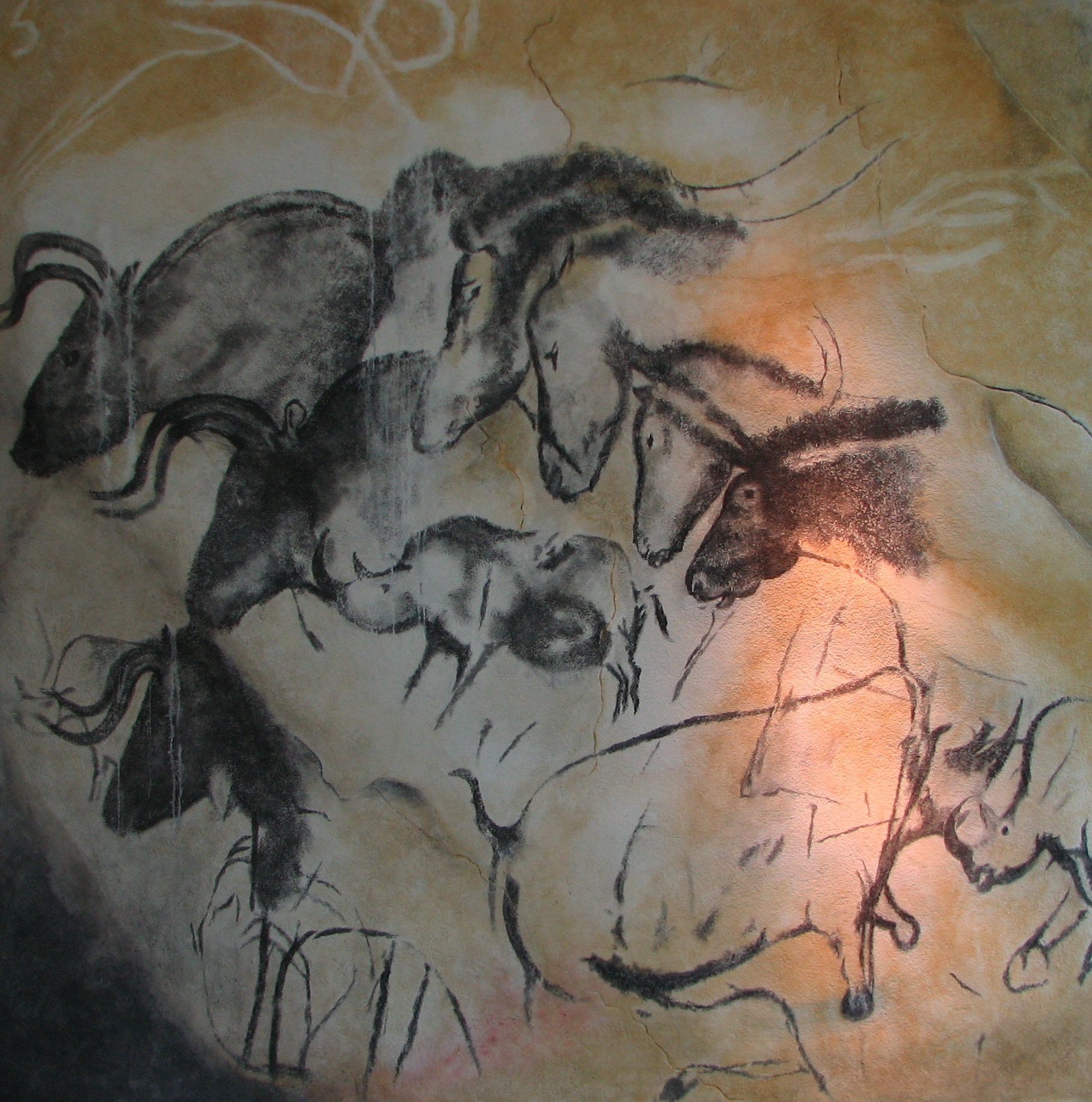
ショーヴェ洞窟の壁画（重畳遠近法）

重畳遠近法は重なり表現により遠近感を与える技法である。ヒトは物体の前後関係すなわち遠近をその遮蔽（オクルージョン）関係に基づいて判断している。重畳遠近法はこれを模倣し、重なって一部が隠れたモチーフを描写することで奥行き/遠近感を表現する。

### 大小遠近法
大小遠近法（だいしょうえんきんほう）は遠くの物体を小さく描画し遠近感を与える技法である。

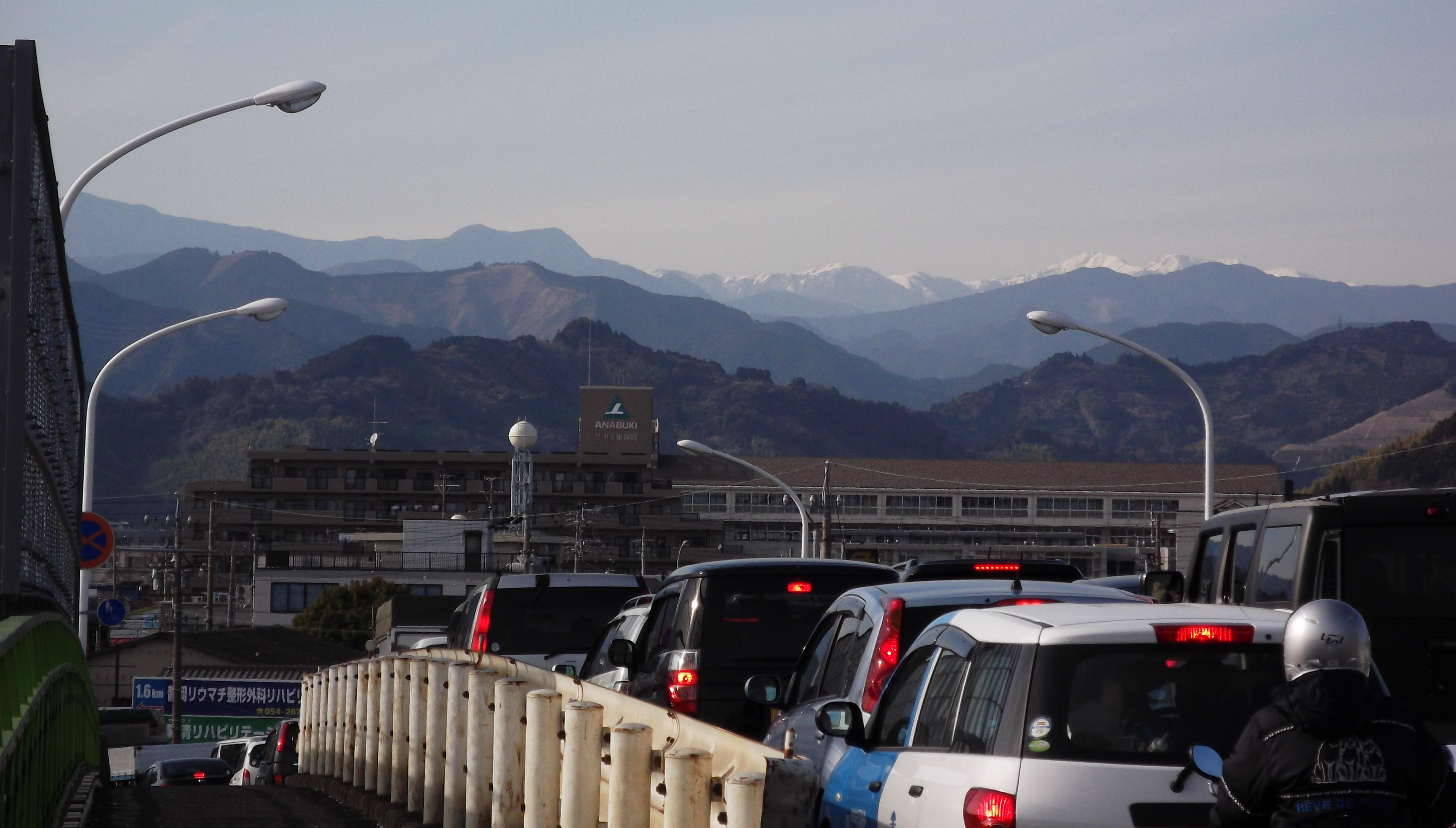
静岡市の風景

物体の大きさは物体の特性であり一定である。しかし目の網膜に映る物体像の大きさは目から離れるほど小さくなる（透視投影）。ヒトはこのことを経験的に理解しており、逆説的に、ある大きさの物体が小さく見えるほど遠くに感じる（そのような感覚・錯視が存在する）。
大小遠近法はこの特性を利用し、遠近によってモチーフの大きさを変えることで奥行きを表現する。経験に基づく素朴な手法であり、モチーフをどのくらい小さく描画すべきかは規定されておらず作家の感性に委ねられる（線遠近法とは対照的）。

### 空気遠近法

空気遠近法の例。

空気遠近法（くうきえんきんほう、英: aerial perspective）は大気の視覚的効果を模倣し遠近感を与える技法の総称である。ヒトは風景の遠近をその見え方（霞み具合、色合い）に基づいて判断している。空気遠近法はこれらを模倣し、遠景部分に大気の効果を強く描画することで奥行き/遠近感を表現する。色彩遠近法は空気遠近法の一種である（例：大気の影響で、遠くの方ほど青みがかっているなど）。

### 短縮法
短縮法（たんしゅくほう、伊: scórcio、英: foreshortening）は画面と直交するモチーフを短く描画する手法である。
対象物が視線に対して斜めな場合（視線と直交するときと比べて）これが網膜上に短く映ることをヒトは感覚的に理解している。言い換えれば、斜めのものは短く見える。この逆説として、普段より短くみえるものは斜めだとヒトは認識しやすい（そのような視覚効果・錯視が存在する）。
この視覚効果を利用し、画面と直交するモチーフを短く描画して遠近感を増す手法が短縮法である。遠近法の一種である。
透視投影（線遠近法）を用いても画面と直交するモチーフは短く描画され、このときどの程度短く描画されるかは幾何的に厳密に定まる。平行投影でも同様で、幾何的に直交するモチーフが短くなる。一方で短縮法の場合、どの程度短縮するかは画家の判断に委ねられる。透視投影で想定されるより更に短く誇張し遠近感を増すこともできるし、あえて短縮を弱くしてフラットにすることもできる。

平行投影法 (A) と透視投影 (B) での短縮効果
平行投影（キャバリエ投影）。側面の短さが奥行き感を生み出している。

### その他の手法
動画における遠近法としては、奥の物体を遅く動かす運動遠近法がある（詳細は立体視#運動視差立体視）。
その他には以下が挙げられる：
- 双曲線遠近法（魚眼パース）: 双曲線、放物線を用いる
- 三遠: 東洋で発展した風景画の遠近レイアウト。高遠＝空高く見上げる / 深遠＝空間深く見通す / 平遠＝地平を見回す、の組み合わせ。
- 天使遠近法: 地平線曲線分割型。距離点がない[21]。
- 地上遠近法: 直線分割型。距離点がある[21]。
- （逆遠近法: 遠くの物が大きく、近くの物が小さい[注釈 2]）
- prospettiva accidentale: 碁盤の目の様に線を引いた後に、想像力から偶発的に生まれる遠近法の線組織状態[独自研究?]

## 歴史

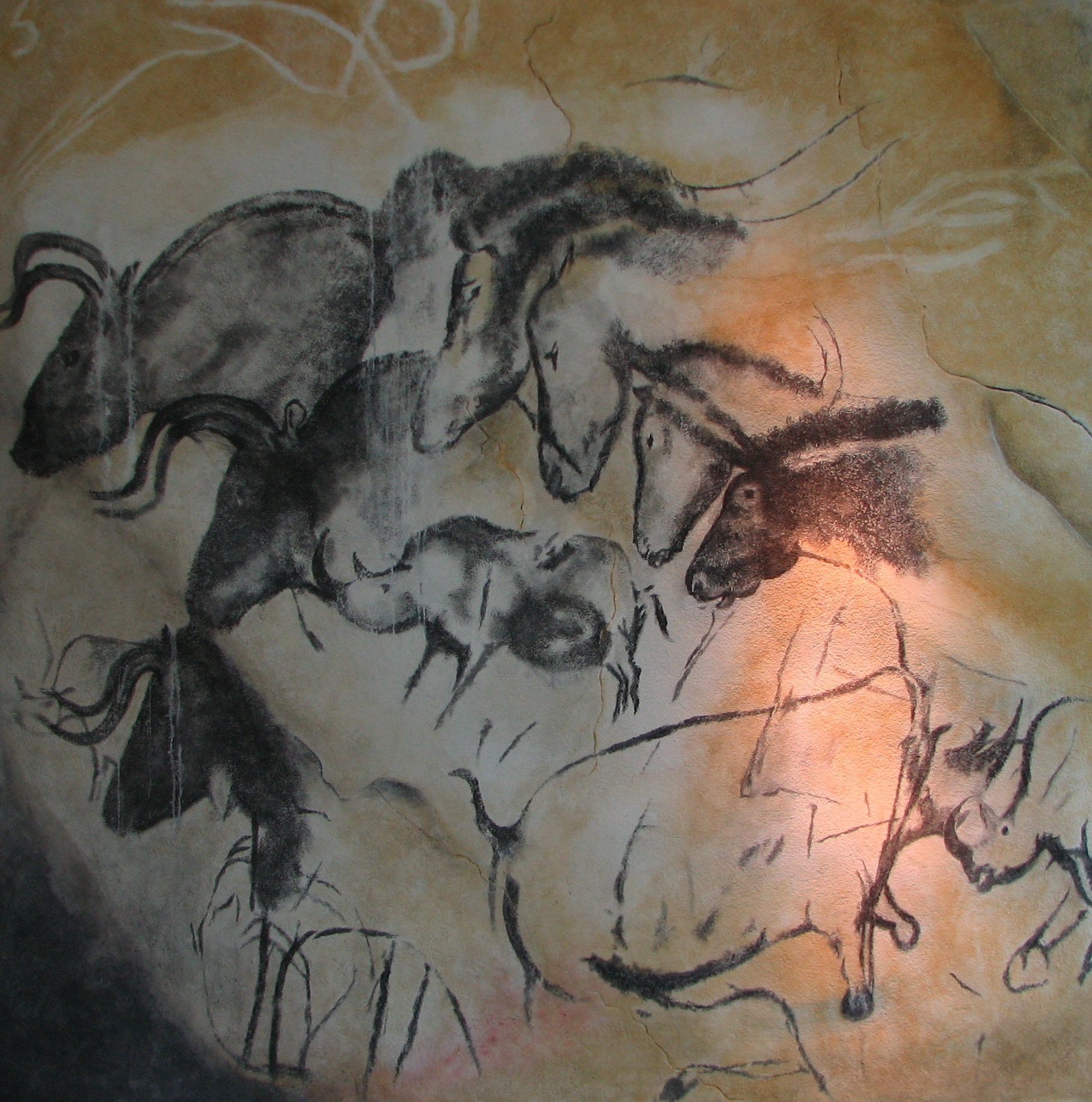
ショーヴェ洞窟の壁画（約32,000年前）

遠近法は人類の視覚芸術の歴史において最初期から存在した。約32,000年前のショーヴェ洞窟の壁画には重畳遠近法で遠近感を表現した動物が描かれている（図参照）。
紀元前5世紀頃の古代ギリシャでは、舞台美術で遠近感を得るために書割（奥行きある絵を描いた平面パネル）が描かれた。アガタルコスはその始祖とされ、アナクサゴラスとデモクリトスはこれに幾何学的理論を当てはめた。アルキビアデスは自宅にこういった透視図を飾った。ユークリッドは線遠近法的技法の数学的な理論を打ち立てたが、これが現代の透視投影と同一かは未だ定説がない。

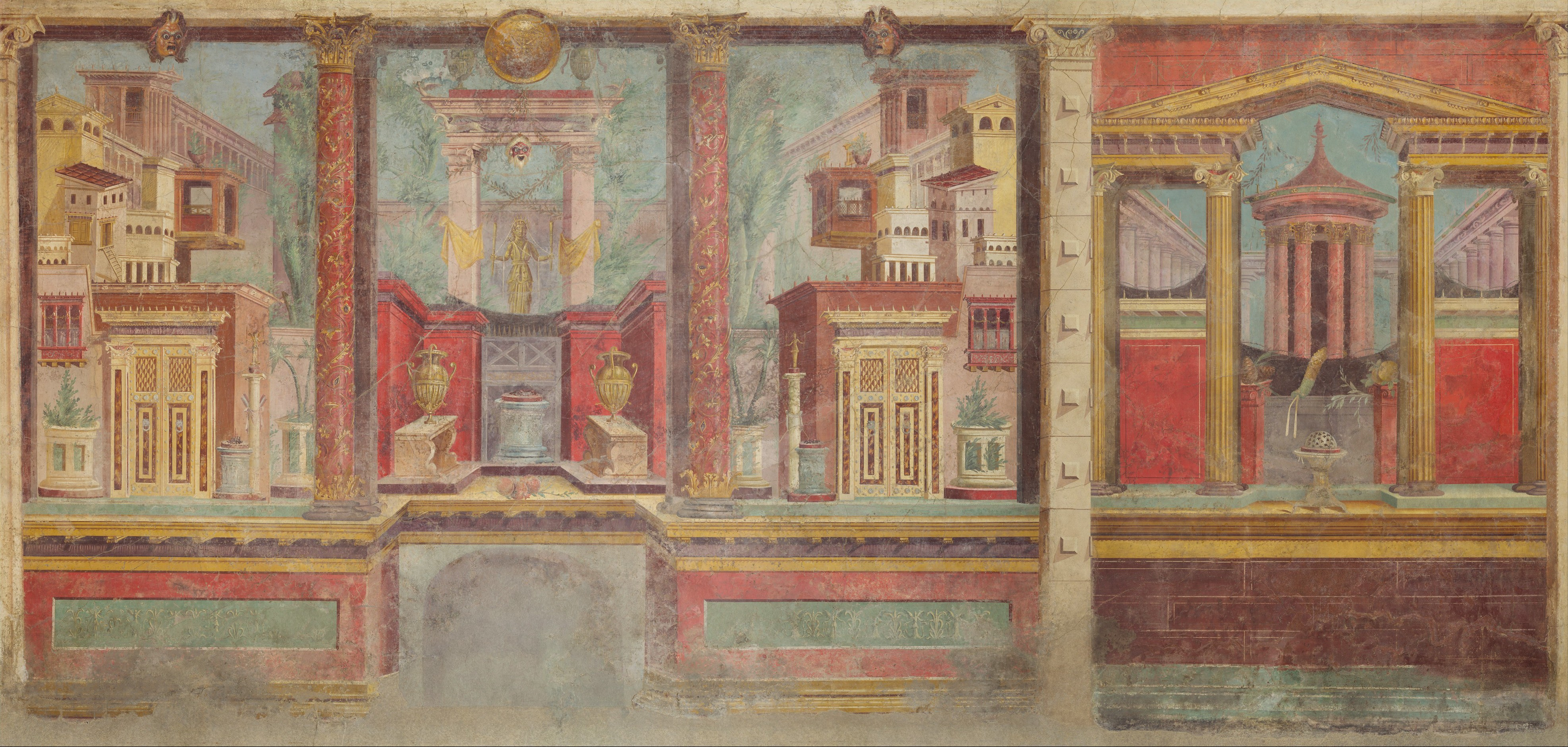
ボスコレアーレのP.ファニウス・シニスター別荘のフレスコ壁画（紀元前１世紀頃）

紀元前1世紀頃の古代ローマでは、線遠近法に似た平行線収束・遠方縮小の遠近法が用いられていた。現存する資料としてはポンペイ（ボスコレアーレ）の壁画がある（図参照）。
中世の絵画は精神的主題により対象物を描き分け、写実性より象徴性を重んじ、距離による人物の大小描き分けはあまり見られない。
11世紀頃のペルシャでは、イブン・アル＝ハイサムが光学に関する著作のなかで視点に投射する光が円錐形をなす事（透視投影）に触れている。
中世ヨーロッパでは、イタリアのチマブーエ『荘厳の聖母』(1280年頃)、ピエトロ・カヴァッリーニ『聖母の誕生』、ドゥッチョ・ディ・ブオニンセーニャ『荘厳の聖母』などに線遠近法的技法がみられる。ルネサンスの先駆者ジョット・ディ・ボンドーネ（1267年頃-1337年）は代数に基づく線遠近法的技法を見出し、『大祭司カヤファの前のイエス』でこの技法を利用した。ジョットの技法は『礼拝堂の眺め』などを通じてより精密になった。また、ジョットを承けたアンブロージョ・ロレンツェッティは、遠ざかる平行線を一点で消失するように描いた。例として『聖告』。

遠くにあるものが小さく描かれる（大小遠近法）、あるいは、描き手から遠ざかる平行線が互いに近づくといった表現は、イタリア以外の地域でも認められる。一例としてロベルト・カンピン『メロードの祭壇画』(1425年頃)、ヤン・ファン・エイク『アルノルフィーニ夫妻像』(1434年)、『ルッカの聖母』(1436年)。初期フランドル派の作品はイタリアへと輸出され、フィレンツェのルネサンス遠近法に影響を与えた。

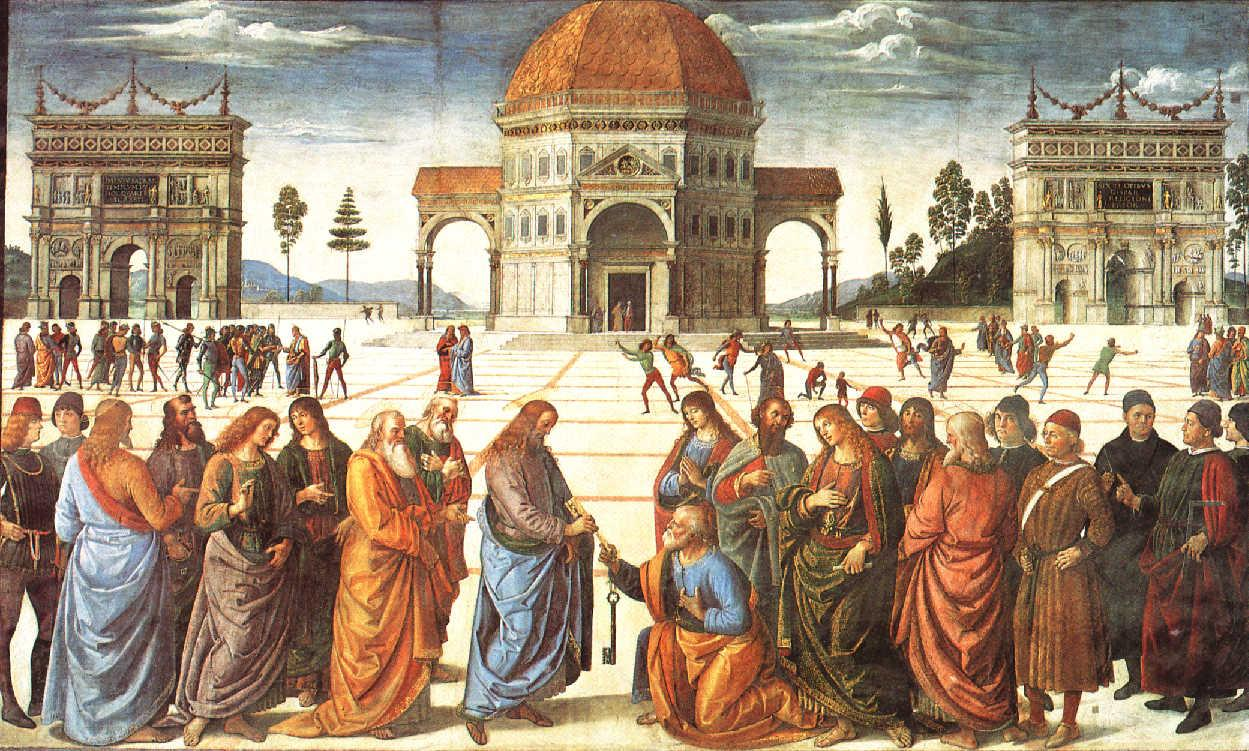
ペルジーノ『ペテロへの鍵の授与』(1481年–1482年作)遠近法が用いられている。この絵のあるシスティーナ礼拝堂 はルネサンスをローマへ伝える役割を果たした。

15世紀初頭のフィレンツェでは、ブルネレスキが鏡面にフィレンツェの建築の輪郭を写し取り、遠近法を幾何学的に実証した。彼はあらゆる建築物の輪郭がすべて地平線に集約されることに気付いた。そこで彼はサンタ・マリア・デル・フィオーレ大聖堂の、当時未完成であったサン・ジョバンニ洗礼堂を正確な透視図法で描写し、洗礼堂入り口に面してその絵画を置き、相対する位置に鏡を設置した。絵画には小穴が開けられており、絵画の裏からその小穴を覗くと正面の鏡に「未完成であるはずの」洗礼堂内部が映し出された。それは本物と見まがうばかりであった。そのあとすぐフィレンツェのあらゆる画家は幾何学的な透視図法を利用し始めた。中でもドナテッロ『キリストの誕生』の厩舎のチェック模様の床は特筆される。直線はすべて消失点へと収束し、距離によって狭まる直線幅は正確に描画された。この手法は15世紀西洋美術で不可欠なテクニックとなった。実作としては、ギベルティの彫刻レリーフ（1425年 - ）やマザッチョの描いた絵画（1426年 - ）が最も早いものである。
ブルネレスキなどその数学的理論を理解する画家もいたが、それをおおっぴらにしなかった。彼は友人に数学者のトスカネッリがおり、それも数学の理解の一助になったと思われる。数十年後ブルネレスキの友人であり人文学者のアルベルティは透視図法の詳細な論文『絵画論』（1435年）を書いている。この論文の最大の功績は円錐図法の小難しい数式を示すことではなく、投影面とそこを通過する光点の道筋を公式化・理論化したことだった。かれは2つの相似三角形と昔ながらのユークリッド幾何学を用いて投影面への座標を算出できると示した（アルベルティのフレーム）。
1474年、ピエロ・デラ・フランチェスカはその著作で視野内の全ての物体に対する遠近法を示した。アルベルティの数学的な解説をよりわかりやすく、図入りで解説したのも彼の著作が最初である。
フィレンツェで発見された遠近法の原理はしばらくこの地を出ず、この大発見が他国の画家にも広まるのはもう少し後になる。
ブルネレスキの透視図法は視点に非常に近い対象を考慮していなかったため、ダ・ヴィンチは自ら光線の軌道を厳密に計算し直しより正確なものを構築した。更にダ・ヴィンチは透視図法と空気遠近法を組み合わせた。彼は遠近法の理解が芸術に重要だと悟り、「実践は強固な理論のもとでのみ構築される。遠近法こそその道標であり、入り口でもある。遠近法無しではこと絵画に関して期待できるものは何もない」と述べた。
20世紀、エルヴィン・パノフスキーは等間隔に置かれた複数の線形間の距離が減少する線形比率を帰納法により解明した。